# Körfez
Körfez, cunoscut anterior drept Elaea, este un municipiu și district din provincia Kocaeli, regiunea Marmara, Republica Turcia, aflat în regiunea istorică Bitinia, pe malul Golfului Izmitului din Marea Marmara. Ocupă o arie de 301 km2, în 2022 având o populație de 178.048 de locuitori.